# Гудимов Іван Кирилович
Іва́н Кири́лович Гудимов  (9 серпня 1920 — 24 січня 1995) — радянський військовий льотчик періоду Другої світової війни. Герой Радянського Союзу (1945).

## Біографія
Народився 9 серпня 1920 року в селі Верхній Бик (нині Воробйовський район Воронезької області РФ) у селянській родині. Закінчив 7 класів, працював молотобійцем на Південно-Уральському нікелевому комбінаті в місті Орськ (Оренбурзька область).
У РСЧА з 1940 року. В 1941 році закінчив Оренбурзьку військову авіаційну школу.
На фронтах німецько-радянської війни з квітня 1942 року. До липня 1944 року заступник командира і штурман ескадрильї 448-го штурмового авіаційного полку (281-а штурмова авіаційна дивізія, 13-та повітряна армія (СРСР), Ленінградський фронт) старший лейтенант І. К. Гудимов здійснив 111 бойових вильотів на Іл-2 та ще 4 бойових вильоти на літаку По-2 уночі.
Після війни служив у ВПС СРСР. В 1950 році закінчив Краснодарську вищу авіаційну школу штурманів, в 1957 році — КУОС.
З 1961 року підполковник Гудимов у запасі. Жив і працював у місті Жуковський Московської області.

## Звання та нагороди
23 лютого 1945 року І. К. Гудимову присвоєно звання Героя Радянського Союзу.
Також нагороджений:
- орденом Леніна
- 2-ма орденами Червоного Прапора.
- орденом Суворова ІІІ ступеня
- 2-ма орденамм Вітчизняної війни І ступеня
- орденом Червоної Зірки
- медалями